# Ernst Friis
Ernst Gustaf Gotthold Friis,  född 11 september 1854 i Malmö S:t Petri församling, död där 27 april 1918, var en svensk affärsman. Han var far till Torsten och Helge Friis.
Friis, som var äldste son till den från Danmark inflyttade konsul Hans Friis, övertog efter honom bland annat skeppsmäkleri, agentur för Hallandsbåtarna och andra fartyg samt lantegendomen Möllevången. Genom försäljning efter hand av arealer härur till tomter för fabriker och husbyggnader bidrog han till uppkomsten av den betydande förstad som där utvecklade sig. Den tidigare herrgårdsparken blev Malmö Folkets park. Han var vice konsul för Brasilien sedan 1887.